# 莫焦罗希-克伦茨·亚诺什
莫焦罗希-克伦茨·亚诺什（匈牙利語：Mogyorósi-Klencs János，1922年3月31日—1997年7月22日），匈牙利男子竞技体操运动员。他曾获得1948年夏季奥运会体操比赛男子团体全能铜牌。他也参加了1952年夏季奥运会。